# Tuek Phos
Tuek Phos es uno de los ocho distritos que forman la provincia camboyana de Kompung Chinang, con una población estimada en marzo de 2008 de 56 933 habitantes. Está dividido en las siguientes  comunas (khum), que se muestran asimismo con población estimada de 2008:
- Akphivoadth 8,703
- Chaong Maong 6,083
- Chieb 6,706
- Kbal Tuek 4,858
- Khlong Popok 5,459
- Krang Skear 13,005
- Tang Krasang 8,136
- Tuol Khpos 3,983[1]